# Rudi Bohn
Rudolf „Rudi“ Bohn (* 30. August 1919 in Berlin; † 9. März 1979 in Hamburg) war ein deutscher Musiker (Klavier, Posaune, Akkordeon), Arrangeur und Orchesterleiter der Jazz- und Unterhaltungsmusik.

## Leben und Wirken
Bohn studierte in seiner Geburtsstadt Klavier und Posaune. Er war zunächst als Posaunist bei den Berliner Sinfonikern tätig. Von 1947 bis 1952 war er der Pianist im Quintett von Helmut Zacharias, mit dem es auch zu Schallplattenaufnahmen kam; ab 1952 spielte er bei Viktor Reschke in Hamburg. Ab 1956 arbeitete er als Arrangeur und Bandleader für Teldec, Polydor und andere Schallplattenfirmen und spielte Musik unterschiedlicher Genres bis hin zum Easy Listening und zur volkstümlichen Musik ein, teilweise auch unter Pseudonym (etwa als Rubino & His Continentals). Mit seiner Bigband trat er auch in Fernsehsendungen auf, beispielsweise bei Peter Frankenfeld. Mit seinem Orchester bzw. Chor begleitete er Hans Albers, Evelyn Künneke und Karel Gott, für die er auch arrangierte. Er ist auch auf Platten der Old Merry Tale Jazzband zu hören.

## Diskographische Hinweise
- Percussive Oompah (Decca 1961)
- Froh und heiter (Europa)
- Tanz mit mir (Europa)
- Rubino Internationale Spätlese, Jahrgang 1945 (Telefunken)

## Lexikalische Einträge
- Jürgen Wölfer: Jazz in Deutschland. Das Lexikon. Alle Musiker und Plattenfirmen von 1920 bis heute. Hannibal, Höfen 2008, ISBN 978-3-85445-274-4.